# Quartier prioritaire de la politique de la ville
Pour les articles homonymes, voir QPV.

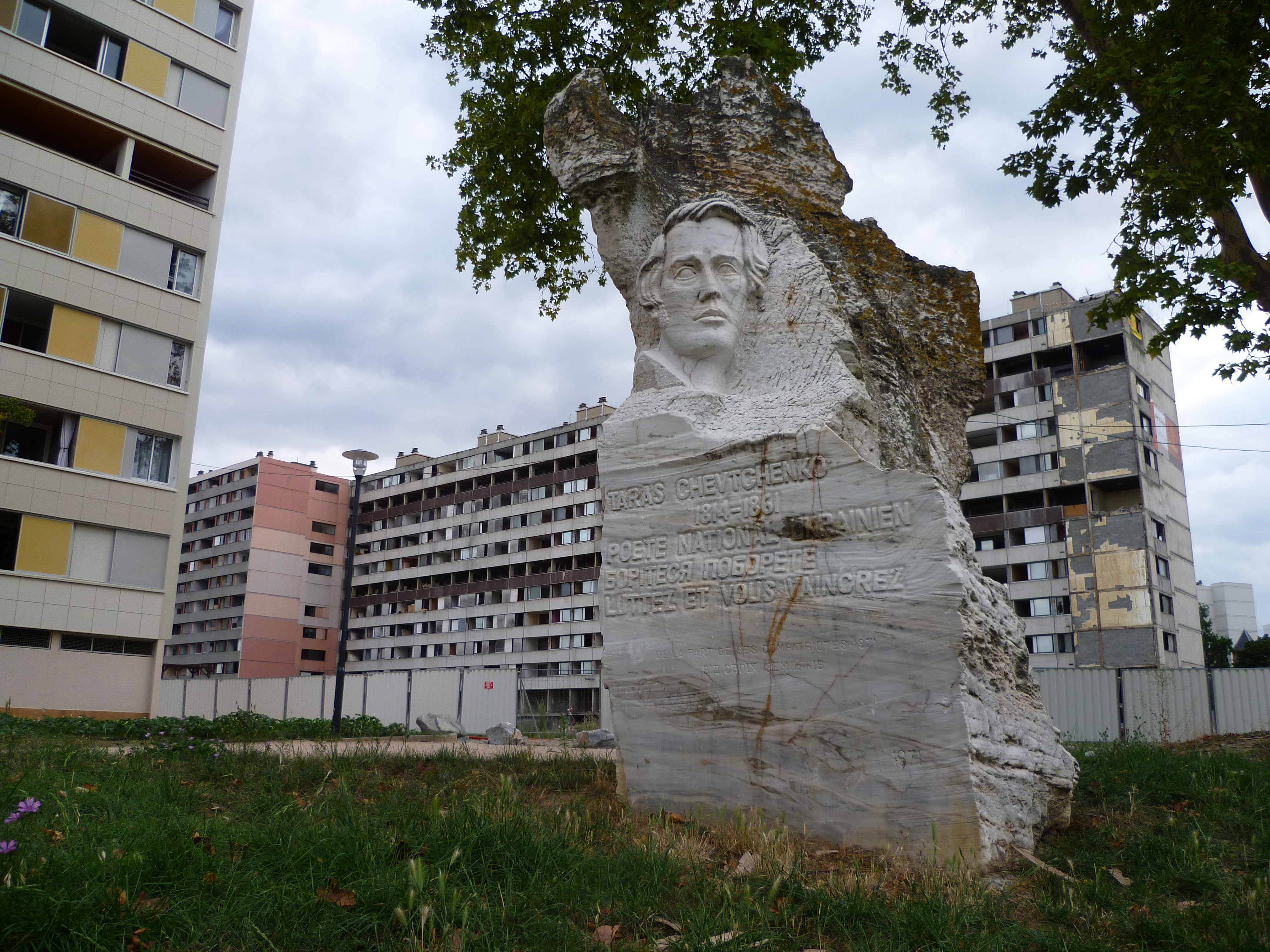
Le Mirail à Toulouse.

Le quartier prioritaire de la politique de la ville (QPPV), quartier de la politique de la ville (QPV) ou quartier prioritaire (QP) est un dispositif de la politique de la ville du gouvernement français, rassemblant les zones urbaines les plus pauvres, nécessitant une intervention des pouvoirs publics, notamment en matière de rénovation urbaine.
On compte environ 1 500 quartiers prioritaires réunissant près de 5,5 millions d'habitants en 2022. S'il s'agit essentiellement de cités de grands ensembles, on trouve aussi d'anciennes cités minières et industrielles ou des centres anciens dégradés. La vétusté de l'habitat, l'éloignement des bassins d'emplois et des services publics représentent des enjeux récurrents.
Cette entité vise à réduire la complexité du maillage des zones socialement défavorisées, en remplaçant deux dispositifs par un seul et en simplifiant les critères de découpage. Le dispositif est entré en vigueur le 1er janvier 2015 en remplacement de la zone urbaine sensible (ZUS) et du quartier en contrat urbain de cohésion sociale (CUCS).

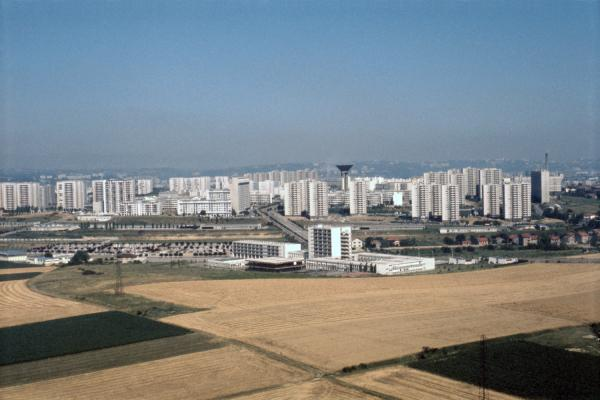
La cité des Minguette à Vénissieux.

## Caractéristiques

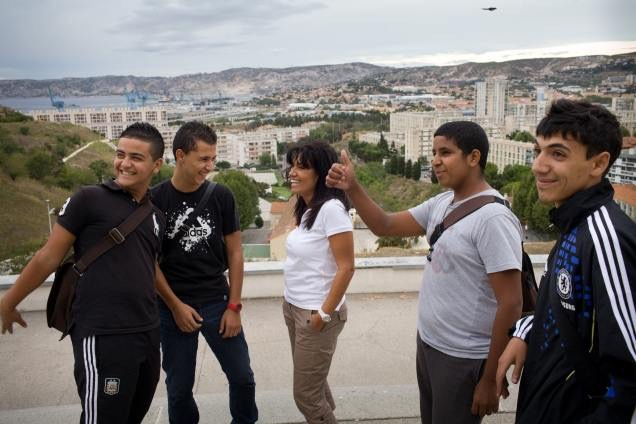
Samia Ghali avec de jeunes habitants du quartier marseillais de La Viste.

Il y a près de 1 500 quartiers prioritaires de la politique de la ville (1 300 en métropole et 200 en outre-mer), contre un peu moins du double dans l’ancien dispositif (2 500 ZUS et CUCS de 1996 à 2014). Le dispositif est créé par la loi de programmation pour la ville et la cohésion urbaine du 21 février 2014, qui concentre certains moyens publics sur les quartiers nationaux jugés prioritaires en raison des difficultés qui les concernent, conformément à une promesse de campagne du président François Hollande. Ceux-ci sont officiellement dévoilés le 17 juin 2014.
Près de 800 zones se trouvant ainsi écartées sont intégrées au nouveau dispositif de « veille active ». La réduction des quartiers a été réalisée dans l’optique de se concentrer sur les territoires où se condense un maximum de dysfonctionnements sociaux.
Ces quartiers comptent environ 5,5 millions d’habitants en 2022. L'abstention aux élections y atteint des taux records. Dans ces conditions, selon le quotidien Le Monde, les habitants des quartiers prioritaires servent régulièrement de bouc émissaire à certains politiciens en période électorale, en les réduisant à des délinquants « ensauvagés », des immigrés « envahisseurs » et des musulmans aux pratiques « incompatibles » avec la République, et ignorés par beaucoup d'autres.

## Périmètre des quartiers

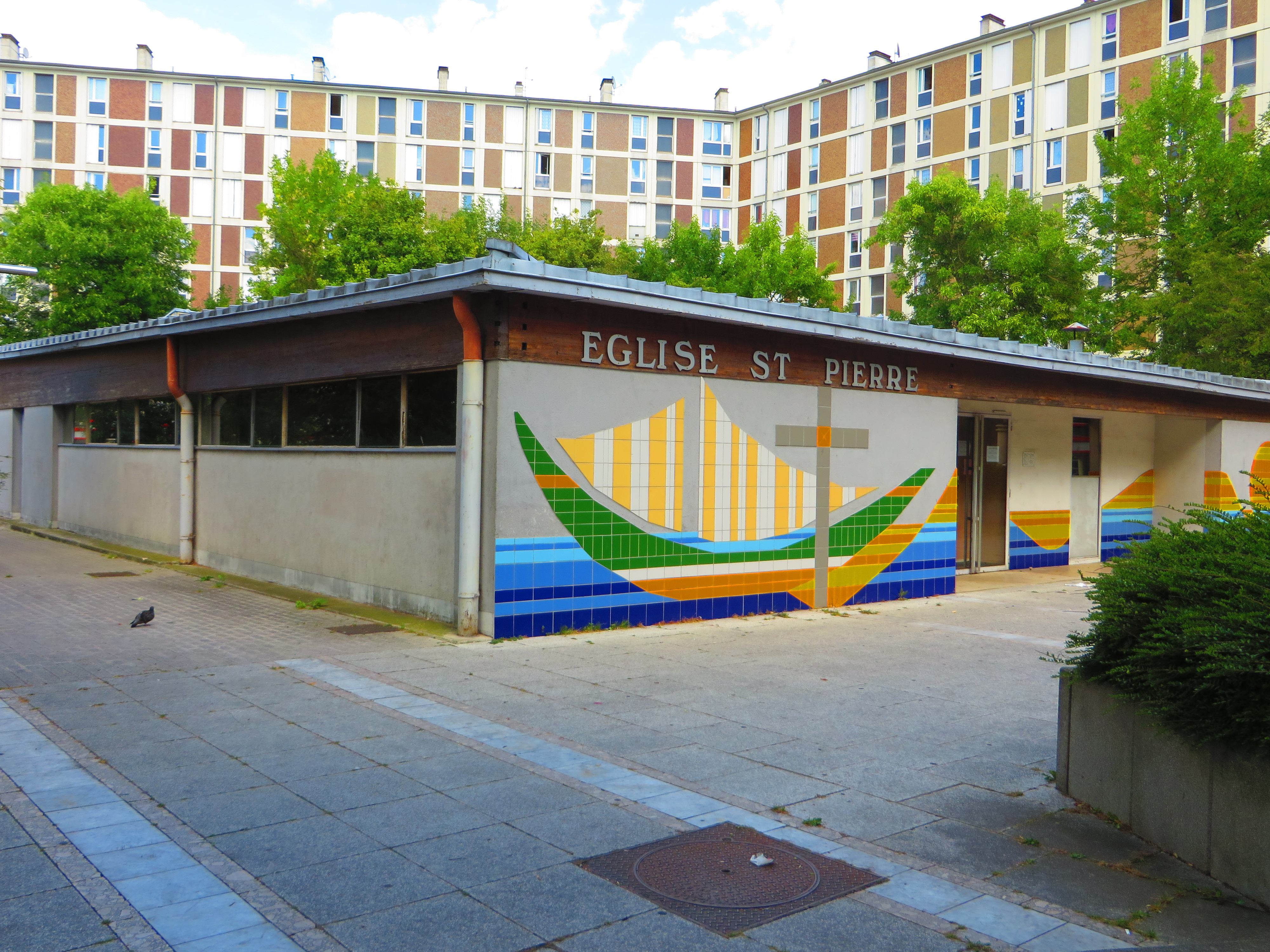
Quartier Châtillons à Reims.

Il est fixé par deux décrets, les décrets nos  2014-1750 (pour la métropole) et 2014-1751 (pour l’outre-mer) du 30 décembre 2014, rectifiés par un troisième décret, le décret no 2015-1138 du 14 septembre 2015 qui entre en application le 17 septembre 2015.
Le principal critère pour le découpage des quartiers a été la concentration en pauvreté définie par l’Insee en comparant, depuis des données issues d’études effectuées sur un carroyage de 200 mètres ou par IRIS, le revenu des habitants au revenu médian de référence.
Une fois ce premier travail effectué à partir des chiffres sur la pauvreté, les commissions chargées du découpage échangeaient avec les élus locaux sur la cohérence du périmètre pour éventuellement l’ajuster. Les délimitations doivent être revues tous les six ans. Une nouvelle liste des quartiers a été publiée au Journal officiel du 29 décembre 2023 : décret no 2023-1314 du 28 décembre 2023 modifiant la liste des quartiers prioritaires de la politique de la ville dans les départements métropolitains.

## Typologie
Les quartiers prioritaires de la politique de la ville se situent dans de nombreux types différents de quartiers (banlieues, villes moyennes, centres anciens dégradés, communes périurbaines, anciennes cités minières, quartiers ultra-marins, etc.). Les cités de grands ensembles, généralement bâties lors des Trente Glorieuses sous la forme de hautes tours et longues barres d'immeubles, représentent une majorité de ces quartiers. Souvent qualifiés de « banlieues » dans le langage médiatique, ces quartiers présentent souvent une proportion élevée de logements sociaux, mais on y trouve aussi des copropriétés dégradées (par exemple Kalliste ou le parc Corot). Parmi les centres anciens dégradés, qui bénéficient de leur propre programme dédié, on peut citer les centres-villes de Béziers, Carpentras ou Condé-sur-l'Escaut par exemple.
Des « conseils citoyens » sont mis en place dans chaque quartier, ces conseils sont composés de volontaires, d’associations et d’habitants tirés au sort et doivent être paritaires femmes-hommes. Les conseils doivent être associés aux projets menés par la ville « en complète indépendance ».
Les principaux axes des mesures prises dans ces quartiers sont la cohésion sociale (éducation, insertion et sécurité), le cadre de vie et la rénovation urbaine, le développement économique et l’emploi.

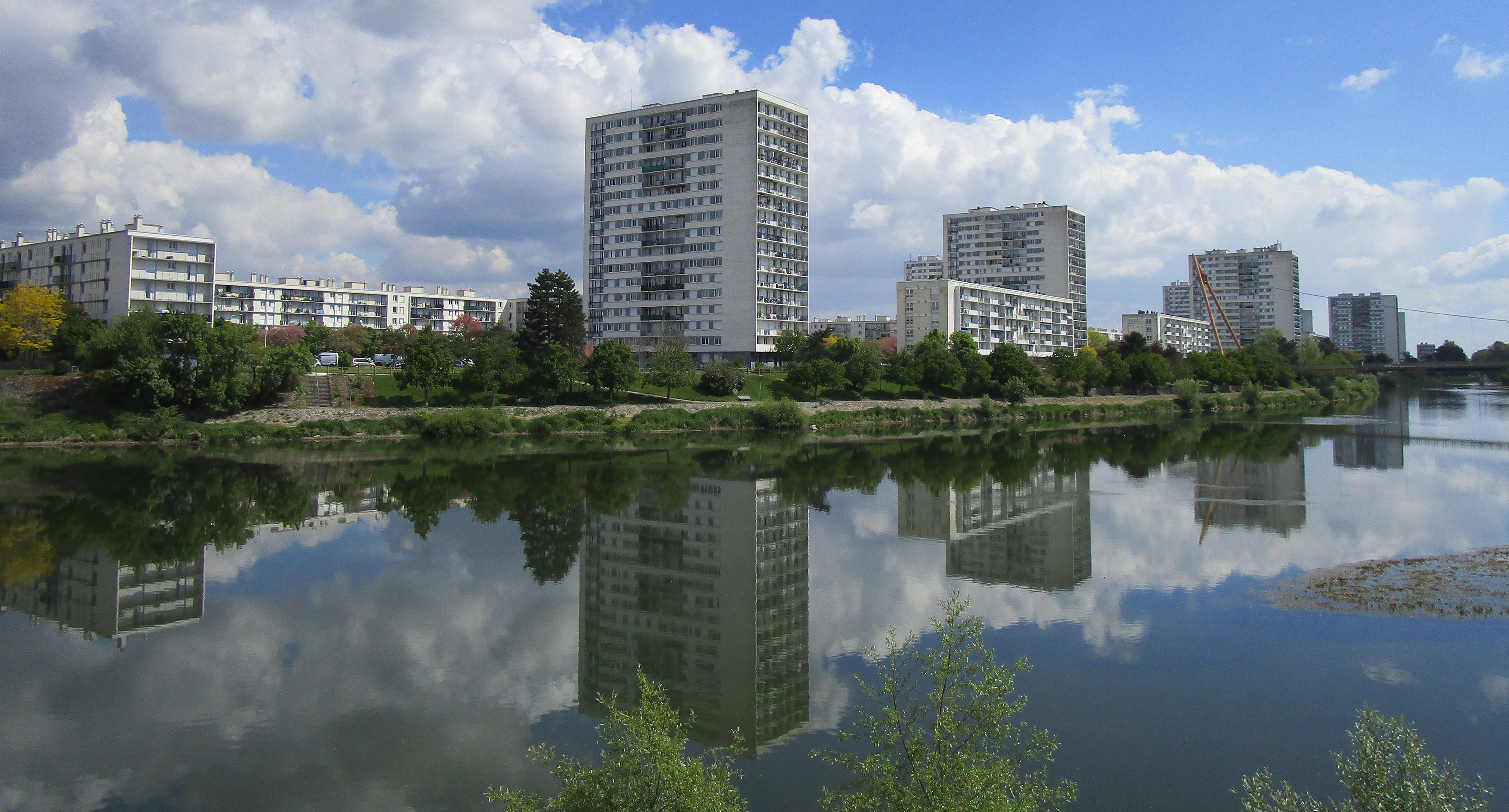
Quartier des Rives du Cher de Tours.
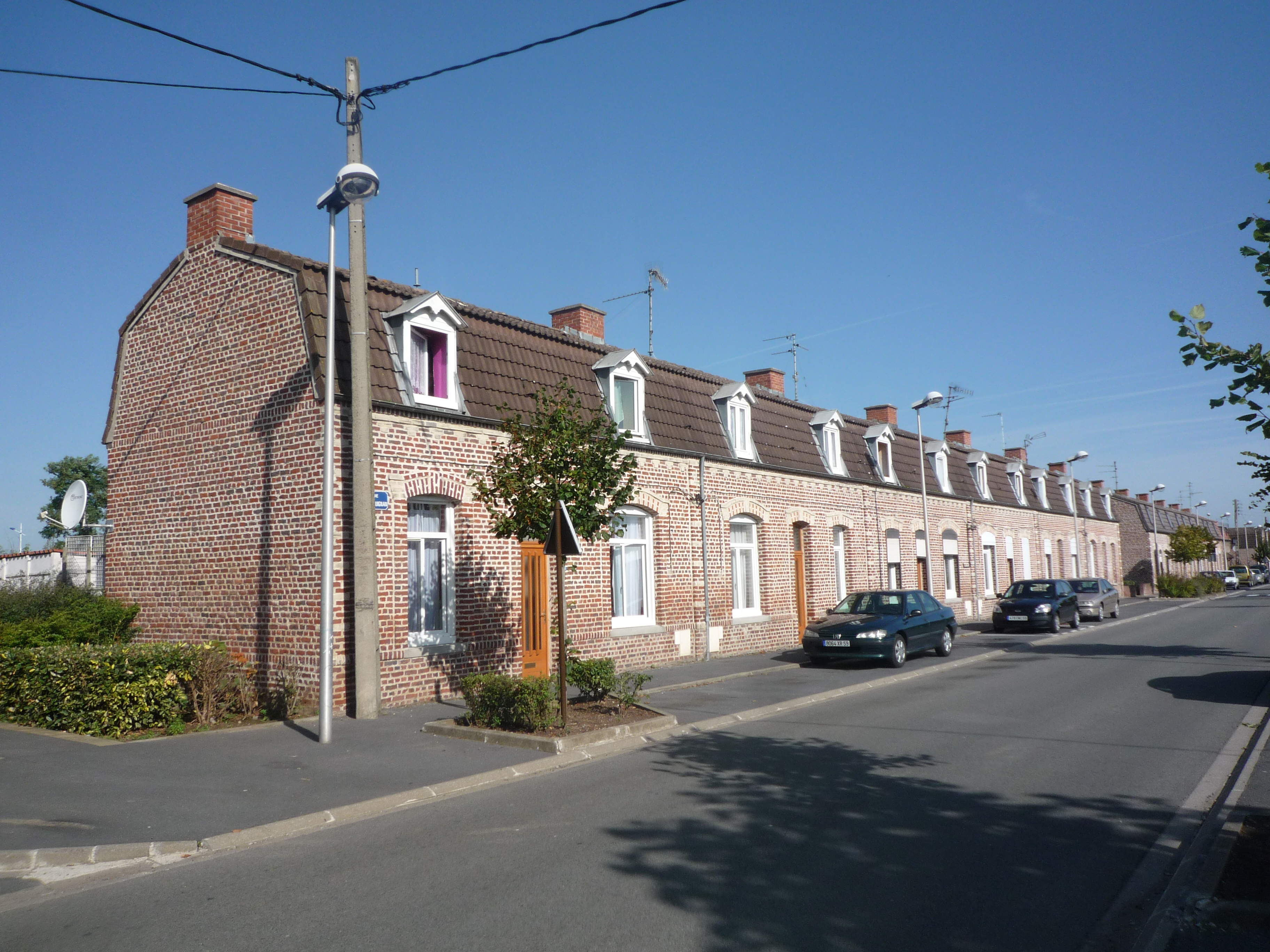
Cité de la fosse de Sessevalle, quartier prioritaire de Somain.
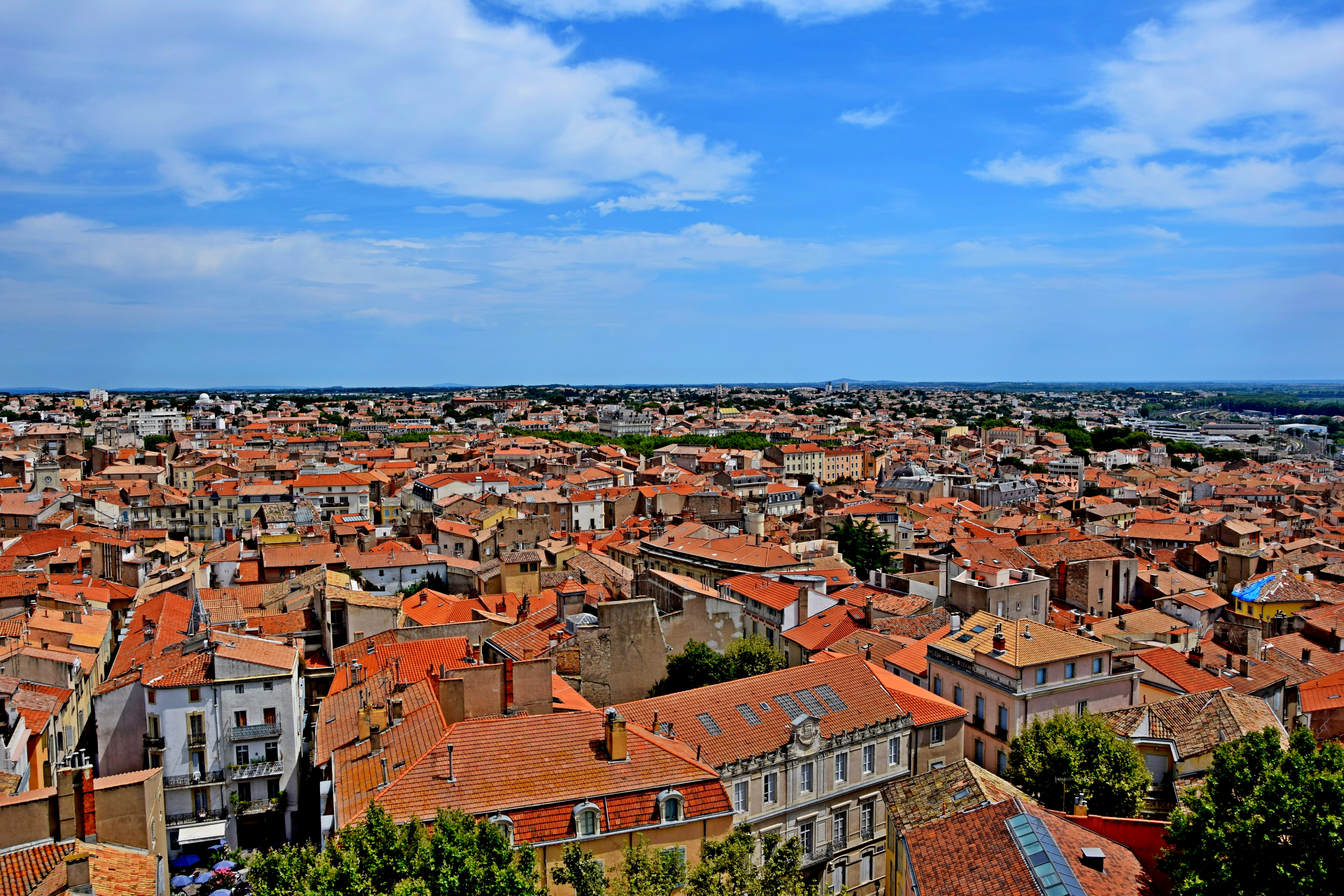
Le centre-ville de Béziers est classé quartier prioritaire.

## Population

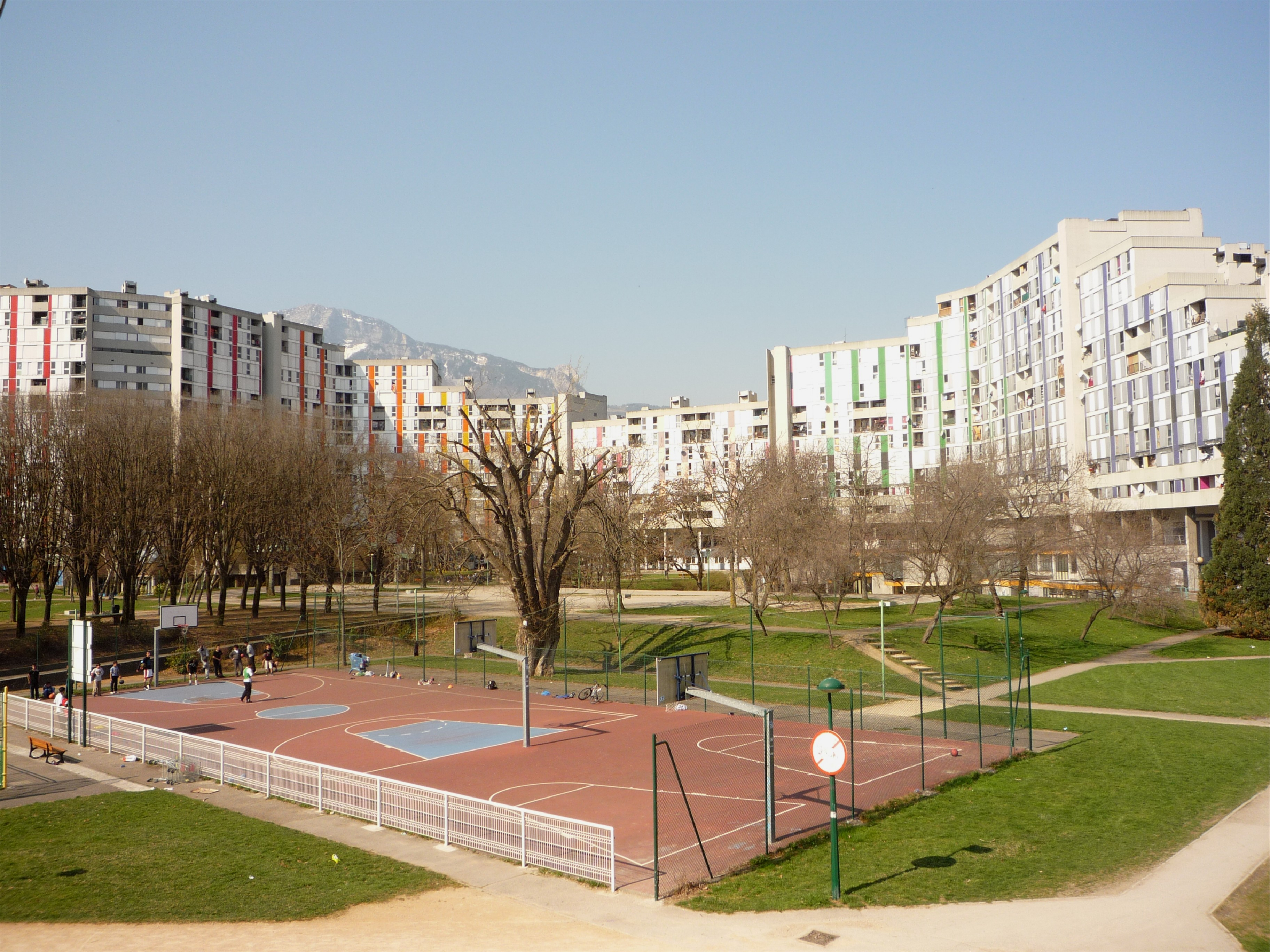
La Villeneuve de Grenoble.

Au total, l’ensemble des quartiers prioritaires de la politique de la ville réunissent plus de cinq millions d’habitants sur 702 communes (147 par exemple pour l’Île-de-France) dont une centaine qui n’était dans aucun périmètre de la politique de la ville dans les dispositifs précédents.
En 2017, la population des QPV reste bien plus jeune que la moyenne de France métropolitaine « quatre habitants sur dix ont moins de 25 ans dans les QPV contre trois sur dix en France, QPV inclus », mais depuis les années 1990 la part de personnes âgées y croît significativement. Dans une centaine de quartiers, plus d’un quart des habitants a plus de 60 ans ; c'est une proportion semblable à celle de certains bourgs ruraux classés comme « vieillissants ». De 1990 à 2010, les 60-74 ans y ont augmenté d'un quart (passant de 394 000 à 494 000 habitants) alors que les plus de 75 ans ont augmenté de moitié (passant de 170 000 à 263 000 personnes sur une population totale de 4,73 millions d’habitants des zones urbaines sensibles en 1990 et de 4,88 millions en 2010 dans les QPV). Ce phénomène de vieillissement questionne les politiques de la ville principalement et historiquement centrées sur les jeunes.
En 2017, le Commissariat général à l'égalité des territoires (CGET) a publié un rapport à ce sujet et annoncé souhaiter mieux identifier ce processus et ses enjeux.
En août 2024, le Céreq publie une nouvelle étude montrant que les jeunes des QPV accèdent moins à l'alternance que leurs voisins (23 % vs 33 %). A partir des données de l'enquête statistique Génération 2017, cette étude souligne également que l'alternance facilite l'insertion professionnelle pour tous les jeunes, mais que son impact est encore plus marqué pour ceux des QPV. Pendant leurs trois premières années de vie active, seuls 51 % des jeunes des QPV ayant suivi la voie scolaire connaissent des trajectoires dominées par l’emploi. Cette proportion s’élève à 68 % pour les alternants des QPV soit un bond de 17 points contre seulement 8 points d’écart dans les quartiers environnants.

## Grands quartiers d'intérêt

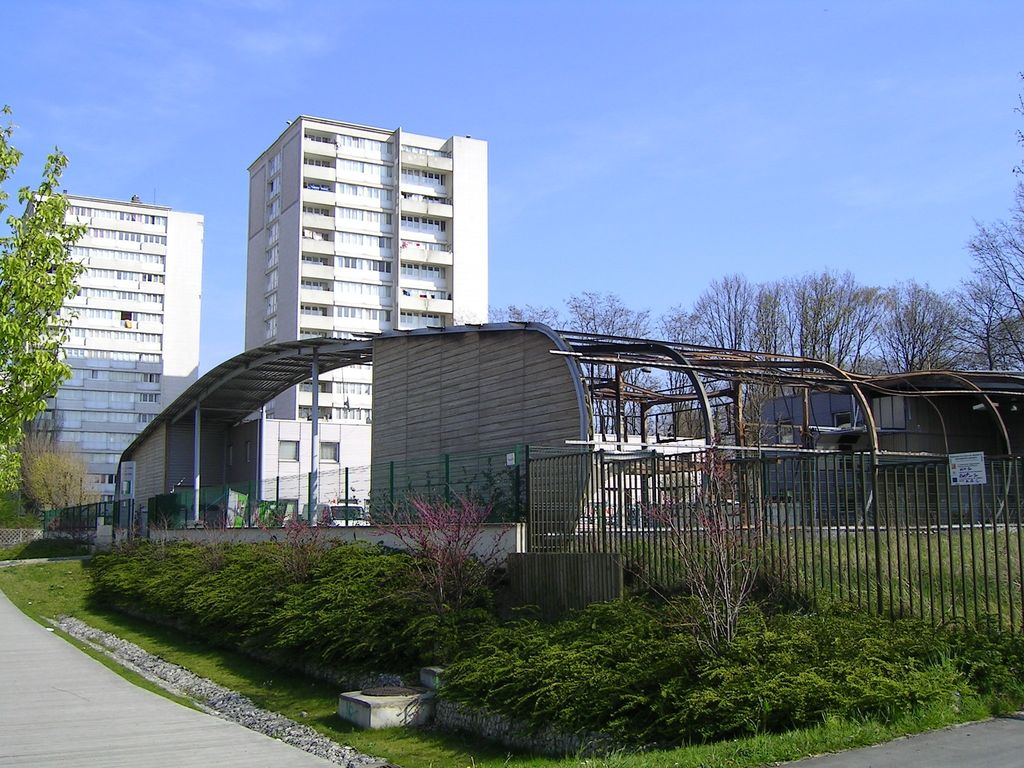
Cité des Bosquets à Montfermeil.

Sur les quelque 1 500 quartiers prioritaires français, l'Agence nationale pour la rénovation urbaine en a sélectionné 480 dans le cadre de projets de renouvellement sur la période 2014-2030, destinés à y améliorer les conditions de vie en rénovant l'habitat et améliorant la mixité sociale. Parmi eux, 216 sont classés « d'intérêt national » car concentrant les plus grandes difficultés sociales, dont une cinquantaine compte plus de 10 000 habitants en 2018, présentés dans la liste ci-dessous.
Plusieurs de ces quartiers prioritaires, parmi les plus peuplés, regroupent en réalité différents quartiers proches et parfois étalés sur plusieurs villes. Le plus peuplé est « Franc Moisin-Cosmonautes-Cristino Garcia-Landy » avec 126 034 habitants, à cheval entre trois communes de Seine-Saint-Denis. Avec un taux de pauvreté record de 71 %, Pissevin-Valdegour concentre le plus d'exclusions sociales. La plupart sont inclus au sein des 80 zones de sécurité prioritaire.
Dans la cité emblématique des Minguette à Vénissieux, près de Lyon, une trentaine de bâtiments ont été détruits en partie, depuis sa création, dans les années 1960, et 1970. 
| Dpt | Quartier                                                 | Commune                                    | Habitants | Pauvreté | ZSP |
| --- | -------------------------------------------------------- | ------------------------------------------ | --------- | -------- | --- |
| 06  | Ariane                                                   | Nice                                       | 11 800    | 46 %     | Oui |
| 13  | Centre-Canet-Arnavaux-Jaurès                             | Marseille                                  | 104 302   | 51 %     | Oui |
| 13  | Bon Secours-Rosiers-Marine Bleue St Barthélémy-St Jérôme | Marseille                                  | 23 286    | 57 %     | Oui |
| 13  | La Cabucelle                                             | Marseille                                  | 12 476    | 56 %     | Oui |
| 25  | Planoise                                                 | Besançon                                   | 15 378    | 53 %     | Non |
| 30  | Pissevin-Valdegour                                       | Nîmes                                      | 16 389    | 71 %     | Non |
| 31  | Mirail                                                   | Toulouse                                   | 32 291    | 50 %     | Oui |
| 34  | Centre-ville                                             | Béziers                                    | 19 472    | 57 %     | Oui |
| 34  | Mosson                                                   | Montpellier                                | 21 817    | 61 %     | Oui |
| 35  | Le Blosne                                                | Rennes                                     | 11 550    | 49 %     | Oui |
| 38  | La Villeneuve                                            | Grenoble                                   | 11 708    | 44 %     | Oui |
| 44  | Bellevue                                                 | Nantes                                     | 16 290    | 40 %     | Oui |
| 45  | La Source                                                | Orléans                                    | 11 284    | 48 %     | Non |
| 51  | Croix-Rouge                                              | Reims                                      | 12 005    | 61 %     | Oui |
| 57  | Borny                                                    | Metz                                       | 10 660    | 54 %     | Non |
| 59  | Lille-Sud                                                | Lille                                      | 47 011    | 48 %     | Oui |
| 59  | Blanc Seau-Croix Bas St Pierre                           | Roubaix-Tourcoing                          | 71 013    | 51 %     | Oui |
| 60  | Hauts de Creil                                           | Creil                                      | 20 396    | 49 %     | Oui |
| 67  | Hautepierre                                              | Strasbourg                                 | 12 772    | 49 %     | Non |
| 67  | Neuhof-Meinau                                            | Strasbourg                                 | 17 645    | 49 %     | Oui |
| 68  | Péricentre                                               | Mulhouse                                   | 32 402    | 46 %     | Non |
| 69  | Minguettes-Clochettes                                    | Vénissieux                                 | 22 294    | 51 %     | Oui |
| 69  | Grande-Île                                               | Vaulx-en-Velin                             | 20 917    | 47 %     | Oui |
| 69  | Ville-Nouvelle                                           | Rillieux-la-Pape                           | 15 549    | 39 %     | Non |
| 75  | Portes du 20e                                            | Paris                                      | 19 276    | 34 %     | Oui |
| 76  | Hauts de Rouen                                           | Rouen                                      | 10 454    | 59 %     | Oui |
| 78  | Val Fourré                                               | Mantes-la-Jolie                            | 19 940    | 44 %     | Oui |
| 78  | Merisiers-Plaine de Neauphle                             | Trappes                                    | 17 726    | 31 %     | Oui |
| 80  | Amiens-Nord                                              | Amiens                                     | 14 910    | 53 %     | Oui |
| 84  | Monclar-Rocade-Oiseaux                                   | Avignon                                    | 18 006    | 57 %     | Oui |
| 91  | Pyramides-Bois Sauvage                                   | Évry-Courcouronnes                         | 12 854    | 37 %     | Non |
| 91  | Grande Borne-Plateau                                     | Grigny-Viry-Châtillon                      | 16 459    | 41 %     | Oui |
| 91  | Grigny 2                                                 | Grigny                                     | 13 337    | 53 %     | Oui |
| 92  | Parc Nord                                                | Nanterre                                   | 12 999    | 39 %     | Non |
| 93  | Haut Clichy-Bosquets-Noel                                | Clichy-sous-Bois-Montfermeil               | 26 350    | 50 %     | Non |
| 93  | Plateau-Malassis-La Noue                                 | Bagnolet-Montreuil                         | 15 566    | 40 %     | Non |
| 93  | Salengro-Roulaud-Centre                                  | Bobigny-Drancy                             | 28 905    | 40 %     | Non |
| 93  | Abreuvoir-Bondy Sablière-Secteur Sud                     | Bondy-Bobigny Blanc-Mesnil-Noisy-le-Sec    | 29 817    | 42 %     | Non |
| 93  | Quatre Chemins                                           | Pantin                                     | 11 060    | 38 %     | Oui |
| 93  | Franc Moisin-Cosmonautes Garcia-Landy                    | Aubervilliers-La Courneuve Saint-Denis     | 126 034   | 44 %     | Oui |
| 93  | Grand Centre-Sémard                                      | Saint-Denis                                | 40 066    | 37 %     | Oui |
| 93  | Centre Élargi                                            | Stains                                     | 18 434    | 42 %     | Non |
| 93  | Les Beaudottes                                           | Aulnay-sous-Bois-Sevran                    | 45 207    | 42 %     | Oui |
| 93  | Secteur Nord-Pont Yblon                                  | Le Blanc-Mesnil-Dugny                      | 16 751    | 41 %     | Non |
| 94  | Le Bois-l'Abbé                                           | Champigny-sur-Marne Chennevières-sur-Marne | 11 914    | 35 %     | Oui |
| 95  | Dame Blanche                                             | Garges-lès-Gonesse                         | 30 757    | 42 %     | Oui |
| 95  | Lochères                                                 | Sarcelles                                  | 36 637    | 39 %     | Oui |